# Разочарование года
«Разочарование года» — второй студийный альбом российской группы Narkotiki, выпущенный 28 марта 2012 года.

## Описание
28 марта 2012 года Narkotiki представили второй альбом «Разочарование года» на сайте журнала «Афиша», где также было опубликовано интервью с группой .
28 июня на V церемонии вручения премии Степной волк музыканты стали победителями в номинации «Дизайн» за оформление обложки пластинки.
На песни «Не говори со мной» и «Маленький ублюдок» были сняты видеоклипы.

## Список композиций
| №                   | Название                                  | Длительность |
| ------------------- | ----------------------------------------- | ------------ |
| 1.                  | «Молись, Андрей»                          | 4:13         |
| 2.                  | «Биеннале каждый день»                    | 3:37         |
| 3.                  | «Маленький ублюдок»                       | 3:37         |
| 4.                  | «Не говори со мной»                       | 4:48         |
| 5.                  | «Бич против гопника»                      | 0:54         |
| 6.                  | «Мальчик карате»                          | 3:04         |
| 7.                  | «Погром в столовке»                       | 3:48         |
| 8.                  | «Дегенерат»                               | 3:06         |
| 9.                  | «Человек в шубе»                          | 3:27         |
| 10.                 | «Гопник против пацана»                    | 0:50         |
| 11.                 | «Что ты делаешь здесь»                    | 3:44         |
| 12.                 | «Разочарование года»                      | 3:29         |
| 13.                 | «Буллетпруф»                              | 4:16         |
| 14.                 | «Что ты делаешь здесь (feat. Вася Васин)» | 3:45         |
| Общая длительность: | Общая длительность:                       | 46:38        |